# Định lý Faltings
Trong hình học số học, giả thuyết Mordell là giả thuyết được đặt bởi Louis Mordell rằng đường cong với giống lớn hơn 1 trên trường Q của số hữu tỉ có hữu hạn số điểm hữu tỉ. Trong 1983 giả thuyết được chứng minh bởi Gerd Faltings, và nay được biết như định lý Faltings. Sau đó, giả thuyết tổng quá hóa bằng cách thay trường Q bằng các  trường số khác.

## Nền của giả thuyết
Gọi C là đường cong đại số không kỳ dị của giống g trên Q. Khi đó tập các hữu tỉ của C được xét như sau:
- Trường hợp  g = 0: không có điểm nào hoặc có vô số; C được xử lý tương tự như với lát cắt conic.
- Trường hợp g = 1: không có điểm nào, hoặc C là đường cong elliptic và các điểm hữu tỉ của nó tạo thành nhóm Abel hữu hạn sinh (định lý Mordell, sau này tổng quát hóa thành định lý Mordell–Weil). Hơn nữa, định lý xoắn Mazur giới hạn cấu trúc của nhóm con xoắn.
- Trường hợp g > 1: theo giả thuyết Mordell, nay là định lý Faltings, C có hữu hạn số điểm hữu tỉ.

## Các bài chứng minh
Igor Shafarevich giả thuyết rằng chỉ có hữu hạn số lớp đồng cấu của các đa tạp Abel với chiều cố định và bậc quang phổ cố định trên 1 trường số cố định  với rút gọn tốt ngoài tập hữu hạn cố định các khu. Aleksei Parshin chứng minh rằng từ giả thuyết hữu hạn của Shafarevich sẽ ra được giải thuyết Mordell.
Gerd Faltings đã chứng minh giả thuyết hữu hạn của Shafarevich bằng cách dùng phương pháp rút gọn tương tự với trường hợp của giả thuyết Tate, cùng với công cụ từ hình học đại số, bao gồm cả các mô hình Néron. Ý tưởng chính trong bài chứng minh của Faltings là sự so sánh chiều cao Faltings với chiều cao ngây thơ qua các đa tạp môđun Siegel.